# Allan Bohlin
Karl Allan Clarence Bohlin (Stoccolma, 5 novembre 1907 – Stoccolma, 23 gennaio 1959) è stato un attore svedese.

## Filmografia parziale
- O, en så'n natt!, regia di Anders Henrikson (1937)
- La baleniera dell'Antartide (Valfångare), regia di Anders Henrikson e Tancred Ibsen (1939)
- Prästen som slog knockout, regia di Hugo Bolander (1943)
- Se opp för spioner!, regia di Per G. Holmgren (1944)